# Liste der Naturdenkmale in Mützenich (bei Prüm)
Die Liste der Naturdenkmale in Mützenich nennt die im Gemeindegebiet von Mützenich ausgewiesenen Naturdenkmale (Stand 13. April 2024).

## Naturdenkmale
| Nr.         | Bezeichnung                       | Lage                                         | Beschreibung    | Bild                                    |
| ----------- | --------------------------------- | -------------------------------------------- | --------------- | --------------------------------------- |
| ND-7232-549 | Dreistämmige Buche im Koppelsfenn | westlich des Ortes; Flur Im Koppelsfenn Lage | Fagus sylvatica | Direkt Bild zu diesem Denkmal hochladen |